# Президентская кампания Хиллари Клинтон (2016)

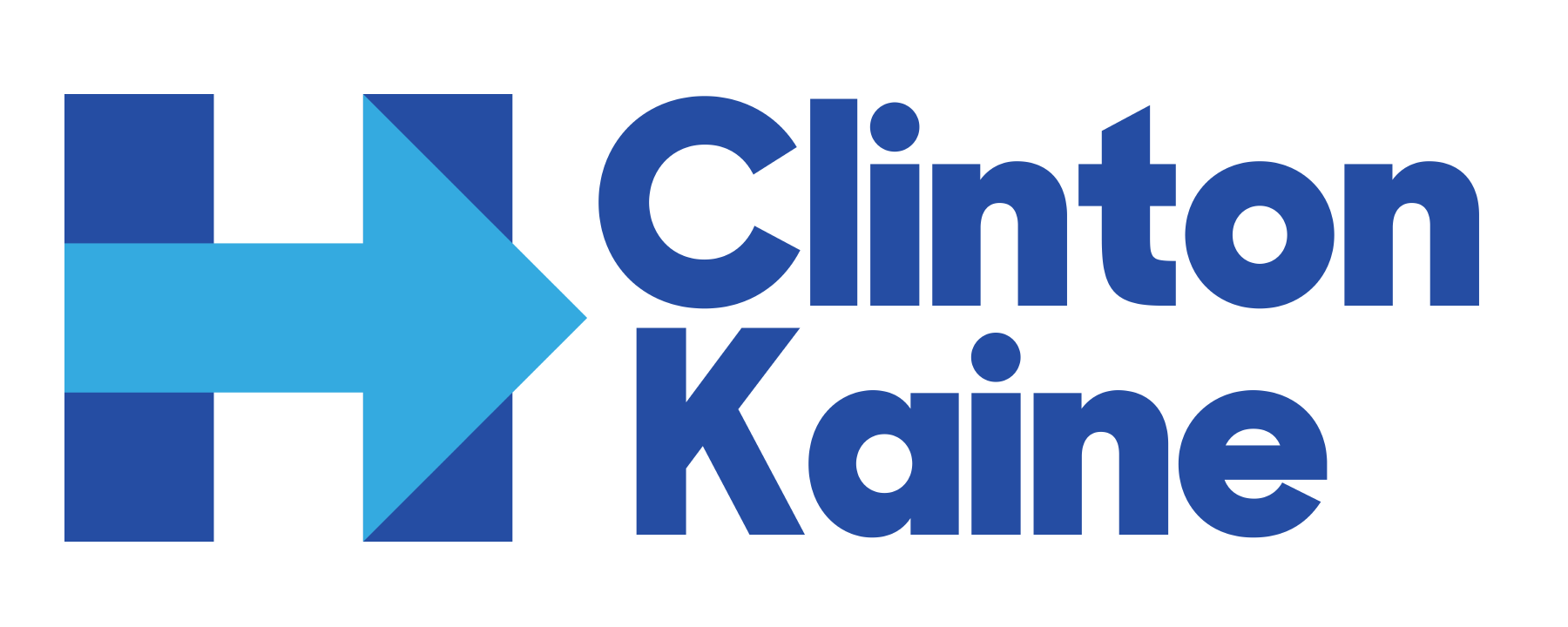
Логотип президентской кампании Хиллари Клинтон и Тима Кейна

Президентская кампания Хиллари Клинтон была начата 12 апреля 2015 года с видео на YouTube. Хиллари Клинтон была 67-м государственным секретарем США и занимала этот пост во время президентского срока Барака Обамы с 2009 по 2013. Являлась сенатором США от штата Нью-Йорк с 2001 по 2009, первой леди при 42-м президенте США, Билле Клинтоне. Данная предвыборная кампания являлась второй в её жизни после проигрыша Бараку Обаме в праймериз Демократической партии в 2008.
Главным соперником Клинтон на праймериз Демократической партии в 2016 был сенатор от штата Вермонт, Берни Сандерс. Хиллари получила поддержку главным образом людей среднего возраста, пожилых избирателей, представителей Латинской Америки, афроамериканцев. Большую роль сыграла поддержка женской половины страны. Основные вопросы предвыборной кампании Клинтон: повышение заработной платы, права женщин, права ЛГБТ и улучшение медицинского обслуживания.
Ассошиэйтед Пресс объявила Клинтон предполагаемым кандидатом от Демократической партии после того, как 6 июня 2016 она достигла необходимого порога от числа голосов делегатов.12 июля Сандерс поддержал Клинтон на выдвижение, тем самым выйдя из предвыборной гонки. На пост кандидата в вице-президенты Клинтон выбрала Тима Кейна. 26 июля Клинтон и Кейн были официально выдвинуты в кандидаты в президенты от Демократической партии.
Клинтон опередила кандидата от Республиканской партии Дональда Трампа почти на 2,9 миллионов голосов избирателей (65,84 миллионов против 62,98 миллионов), однако набрала меньшее число голосов выборщиков — 227 против 304, в результате чего не смогла добиться избрания на пост президента.

## Предыстория

### Выборы 2008 года

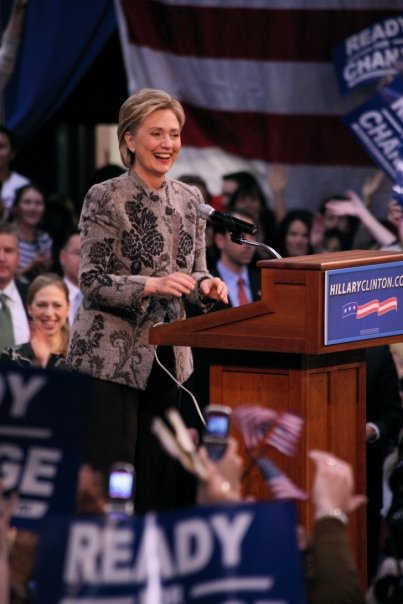
Клинтон после победы на праймериз в Нью-Гемпшире во время кампании 2008 года

20 января 2007 Клинтон объявила о начале предвыборной кампании. Она была главным кандидатом от Демократической партии, пока сенатор Барак Обама не опередил её в праймериз в Южной Каролине. В результате, набрав более 18 млн голосов, Клинтон проиграла предвыборную гонку, уступив выдвижение Бараку Обаме. 4 ноября 2008 года Обама выиграл выборы, став 44 президентом США.

### После выборов 2008 года
Сразу после поражения в предвыборной гонке пошли слухи о планах Клинтон вступить в борьбу за президентское кресло в 2012 или 2016 годах. После ухода с поста госсекретаря в 2013 году спекуляции вокруг выдвижения достигли своей максимальной точки. В то же время Клинтон заработала около 11 млн долларов, давая 51 платную лекцию различным организациям, включая Goldman Sachs и другим банкам на Уолл-стрит. Лекции были восприняты общественностью как подготовка к дебатам на будущих праймериз и непосредственно к выборам (Клинтон слухи не опровергала).
В 2014 году Клинтон начала подготовку к кампании, собирая команду и находя спонсоров.
В сентябре 2013 на фоне спекуляций по поводу её выдвижения Клинтон заявила, что не исключает её кандидатуру на выборах, однако она не рассматривала всерьез этот вопрос. В конце 2013 Клинтон дала интервью телеканалу ABC, где на вопрос Барбары Уолтерс о её выдвижении она ответила, что она внимательно наблюдает за текущей ситуацией и, вероятно, примет окончательное решение в 2014 году; в июне 2014 году в интервью тому же каналу она заявила, что она примет решение к концу 2014 года.

### Принятие решения
Хотя многие политологи были уверены в том, что Клинтон будет баллотироваться на выборах 2016, ей потребовалось много времени, чтобы принять окончательное решение. Несмотря на долгие сомнения, в конце 2014 года Хиллари Клинтон решилась баллотироваться на пост президента.

### Ожидания
По данным опросов общественного мнения в начале 2015 года Клинтон считалась фаворитом президентской гонки 2016 года. Её кампания 2016 года приобрела больший размах, чем в 2008 году, несмотря на то, что ей пришлось вновь столкнуться с сильными кандидатами. В августе 2015 года действующий на тот момент вице-президент Джо Байден заявил, что всерьез рассматривает кандидатуру Клинтон на посту президента.
Согласно опросам, 99 % людей знали, кто такая Клинтон (и лишь 11 % опрошенных заявили, что знают её недостаточно хорошо, чтобы отозваться о ней).
Клинтон вошла в список «100 самых влиятельных людей» по версии журнала Time.

## Объявление
Первоначально планировалось отложить анонсирование кампании, возможно, на конец июля 2015 года.
3 апреля 2015 года сообщалось, что Клинтон взяла в аренду небольшой офис в Бруклине, Нью-Йорк. Это дало толчок спекуляциям по поводу того, что в офис станет штабом её предвыборной кампании.
12 апреля 2015 Клинтон выпустила видео на YouTube, в котором объявила о начале своей кампании. Она заявила, что «американцам нужен лидер», и она «готова стать этим лидером». После объявления о начале кампании она отправилась в малые штаты, такие как Айова и Нью-Гемпшир. Она стала третьим кандидатом, объявившим о начале своей президентской кампании, после Теда Круза из штата Техас и Поула Рэнда из штата Кентукки. Многие демократы увидели выгоду для Клинтон в близости дат начал компаний Хиллари Клинтон и Марка Рубио, так как анонс кампании Клинтон мог затмить старт президентской кампании Рубио.
Логотип кампании был представлен 12 апреля 2016. Он представлял собой букву «H» латинского алфавита с красной стрелкой по середине, что вызвало критику, потому как красный цвет — цвет Республиканской партии.

## Начало кампании

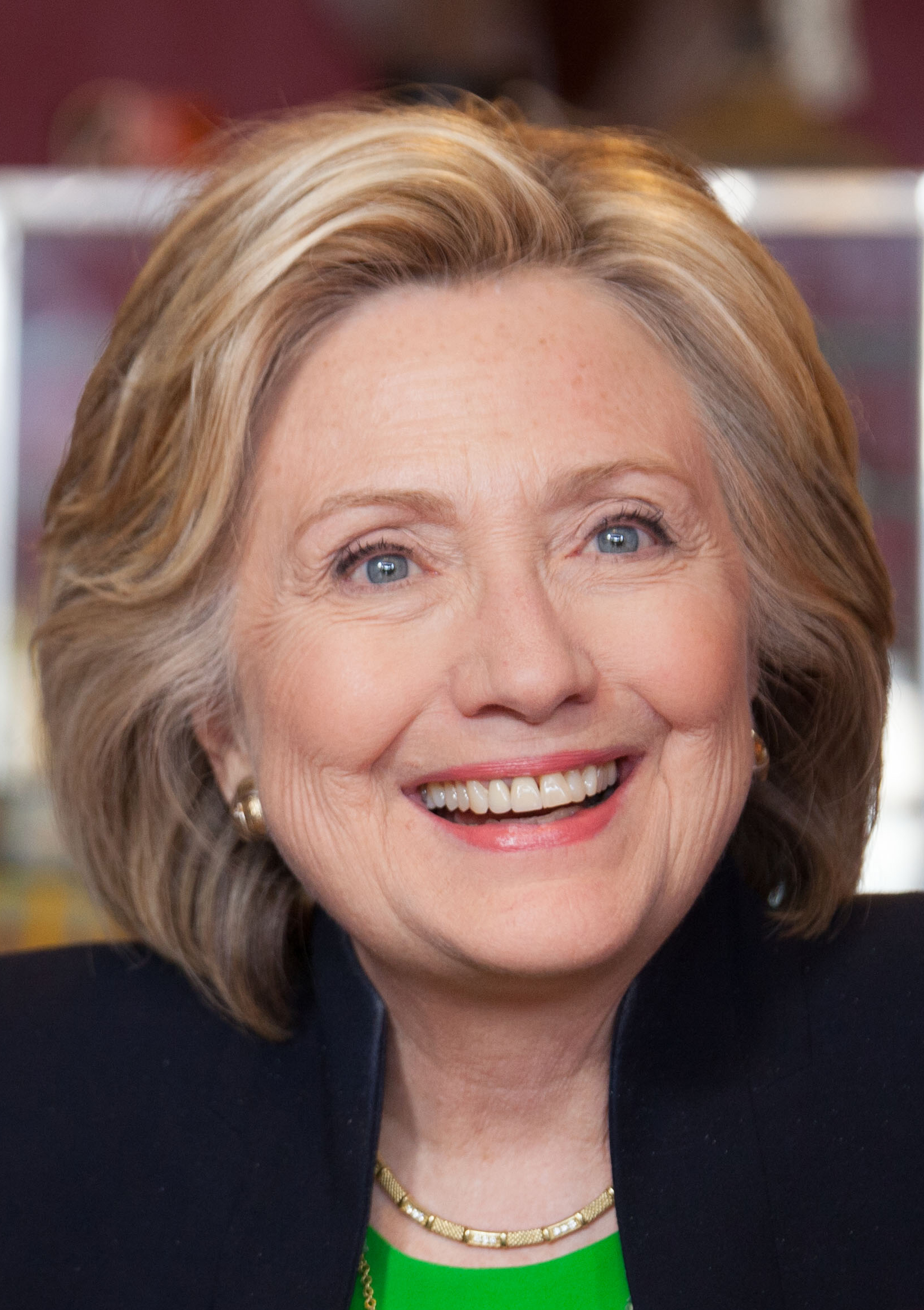
Хиллари Клинтон в начале кампании на дебатах в Айове.
14 апреля 2015.

Клинтон начала предвыборную кампанию короткими поездками в малые штаты до начала первичных праймериз. Сразу же после объявления о старте кампании она совершила двухдневную поездку в стилизованном Chevrolet Express, прозванном «Скуби-Ду». Поездка началась в Нью-Йорке и закончилась в Айове. На протяжении всего турне делались остановки в различных городах. Поездка получила широкое освещение в средствах массовой информации.
Клинтон почти не отвечала на вопросы журналистов и не давала интервью во время первого месяца кампании. В частности во время турне в рамках начальных праймериз и кокусов, она не отвечала также на вопросы журналистов. Однако 19 мая 2015 Клинтон ответила на вопросы репортеров на мероприятии в Сидар-Рапидсе, Айова. Было объявлено, что она будет делать дополнительные остановки во Флориде, Техасе и Миссури в мае и июне 2015 года.

### Первые политические шаги

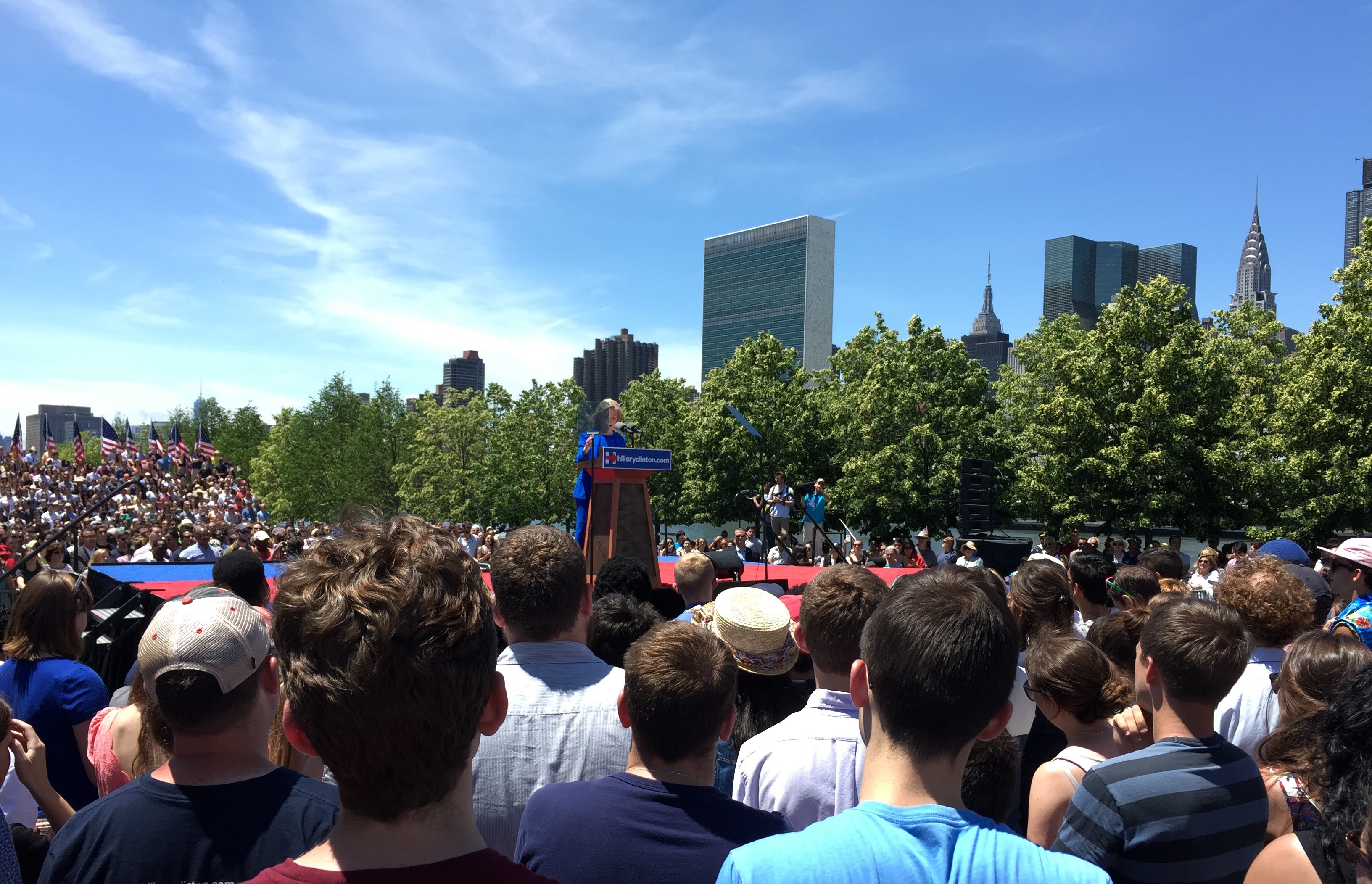
Клинтон произносит речь на митинге в Нью-Йорке. На заднем плане видны здания Организации Объединенных Наций, Эмпайр-стейт-билдинг и Крайслер-билдинг

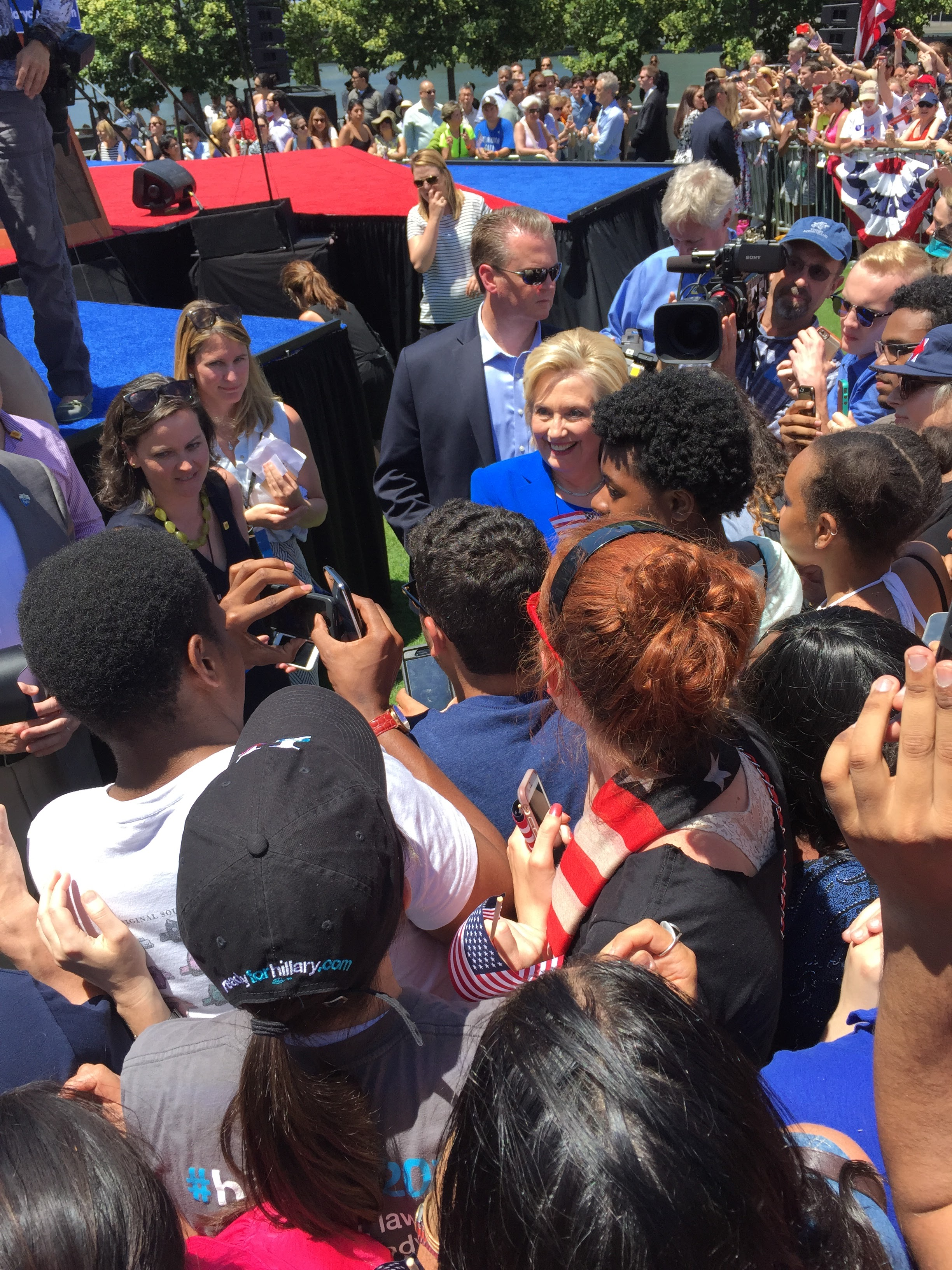
Клинтон приветствует людей после своего выступления

Первый крупный предвыборный митинг Хиллари Клинтон состоялся 13 июня 2015 года в Нью-Йорке.
В своей речи кандидат обратила внимание на неравенство доходов в США, в частности она призывала ввести оплачиваемый по семейным обстоятельствам, агитировала за равную оплату труда женщин, доступность обучения в колледжах и поощрение компаний, распределяющих прибыль между сотрудниками.
Организаторы митинга заявили об 5 500 собравшихся, однако по данным прессы это число было преувеличено.
По словам Джона Кэссиди, репортера журнала The New Yorker, до определённого момента в речи кандидата присутствовали популистские ноты:

В то время как многие из вас работают на нескольких работах, чтобы свести концы с концами, вы видите, что двадцать пять менеджеров хедж-фондов получают больше, чем все воспитатели детских садов Америки вместе взятых. И зачастую они платят по более низкой налоговой ставке. Итак, вы должны задаться вопросом, когда же ваша тяжелая работа окупится? Когда ваша семья станет благополучнее? Когда?
Оригинальный текст (англ.)While many of you are working multiple jobs to make ends meet, you see the top twenty-five hedge-fund managers making more than all of America's kindergarten teachers combined. And often paying a lower tax rate. So, you have to wonder, ‘When does my hard work pay off? When does my family get ahead? When?’

Процветание не должно существовать только для директоров и менеджеров хедж-фондов. Демократия не должна работать только на миллиардеров и корпорации. Процветание и демократия являются частью вашей работы тоже. Вы принесли их нашей стране. Теперь пришло время — ваше время — чтобы закрепить успехи и двигаться вперед.
Оригинальный текст (англ.)Prosperity can’t be just for C.E.O.s and hedge-fund managers. Democracy can’t be just for billionaires and corporations. Prosperity and democracy are part of your basic bargain, too. You brought our country back. Now it's time—your time—to secure the gains and move ahead.

### Реклама
В августе 2015 Клинтон потратила 2 млн долларов на покупку эфирного времени в Айове и Нью-Гемпшире. В рекламе были размещены снимки Клинтон и её покойной матери, что должно было символизировать семью, женщин и детей.
При обзоре тридцати двух агитационных роликов Клинтон Ассошиэйтед Пресс выяснило, что в 24 из них так или иначе упоминается Дональд Трамп. Большинство из этих 24 роликов повествуют о самом Трампе и лишь некоторые — о его словах и действиях.

## Досье о связях Трампа с Россией
В начале января 2017 года было предано огласке досье, собранное фирмой бывшего сотрудника британской разведки Кристофера Стила Orbis Business Intelligence и содержащее материалы о связях соперника Клинтон — республиканца Дональда Трампа с проститутками во время давней поездки в Россию, его коррупционных сделках с недвижимостью в России и координации действий с российской разведкой для взлома компьютеров Демократической партии. The New York Times сразу назвала эти данные непроверенными, а 24 октября того же года сообщила об официальном признании вашингтонской юридической фирмой Fusion GPS того факта, что Стил выполнял её заказ, оплаченный Национальным комитетом Демократической партии и президентской кампанией Хиллари Клинтон.